# Liste des sénateurs des Vosges
Parmi les sénateurs élus dans les Vosges figurent Jules Ferry et Christian Poncelet, qui ont pour point commun d'avoir assumé la présidence du Sénat.
Jules Méline, qui fut président du Conseil, resta sénateur des Vosges de 1903 jusqu'à sa mort en 1925.

## VeRépublique
- Louis Courroy (RI) de 1959 à 1977
- Henri Parisot (RI) de 1959 à 1977
- Albert Voilquin (RI) de 1977 à 1995
- Christian Poncelet (RPR puis UMP) de 1977 à 2014
- Gérard Braun (apparenté RPR puis UMP) de 1995 à 2004
- Jackie Pierre (UMP puis LR) de 2004 à 2020

## IVe République
- Henri Poincelot de 1946 à 1948
- Jean-Marie Grenier de 1946 à 1952
- Michel Madelin de 1948 à 1952
- Louis Courroy de 1952 à 1959
- Henri Parisot de 1952 à 1959

## IIIe République
- Nicolas Claude de 1876 à 1888
- Claude Claudot de 1876 à 1879
- Eustache Georges de 1876 à 1891
- Christian Kiener de 1882 à 1896
- Charles Ferry de 1888 à 1891
- Jules Ferry de 1891 à 1893
- Alfred Brugnot de 1891 à 1903
- Albert Ferry en 1893
- Paul Frogier de Ponlevoy de 1894 à 1909
- Louis Parisot de 1896 à 1909
- Jules Méline de 1903 à 1925
- Thierry Comte d'Alsace de 1909 à 1934
- Henry Boucher de 1909 à 1920
- Paul Lederlin de 1920 à 1927
- Maurice Flayelle de 1926 à 1938
- Adrien Richard de 1927 à 1940
- André Barbier de 1934 à 1940
- Louis Gaillemin de 1936 à 1940